# Tymur Tajmasow
Tymur Boryssowytsch Tajmasow (ukrainisch/russisch Тимур Борисович Таймазов, russische Transkription Timur Borissowitsch Taimasow; * 8. September 1970 in Nogir, Nordossetische ASSR, Russische SFSR, Sowjetunion) ist ein ehemaliger ukrainischer Gewichtheber russisch-ossetischer Herkunft.

## Karriere
Tajmasow trat 1992 bei den Olympischen Spielen in Barcelona unter der Flagge des Vereinten Teams in der Klasse bis 100 kg an und gewann Silber mit einer Zweikampfleistung von 402,5 kg.
Mit Einführung der neuen Gewichtsklassen 1993 wechselte Tajmasow in die Klasse bis 108 kg und gewann die Europameisterschaft in diesem Jahr mit 427,5 kg im Zweikampf vor Ronny Weller mit 420 kg. Tajmasow der inzwischen für die Ukraine startete gewann außerdem Silber im Reißen und Bronze im Stoßen. Auch bei der WM im selben Jahr konnte er seiner Favoritenrolle gerecht werden und gewann Gold im Zweikampf vor Stefan Botew, der für Australien startete, und im Reißen, sowie Bronze im Stoßen. Zur EM 1994 in Sokolov steigerte Tajmasow seine Leistung auf 430 kg, bestehend aus 195 kg im Reißen und 235 kg im Stoßen, und gewann so dreimal Gold. Diese Leistung konnte er zur WM in Istanbul sogar noch einmal um 5 kg steigern und gewann erneut dreimal Gold.
Zu den Olympischen Spielen 1996 in Atlanta bestätigte Tajmasow seine Leistung erneut und gewann olympisches Gold mit 430 kg im Zweikampf vor dem zweitplatzierten Russen Sergei Syrzow mit 420 kg und Nicu Vlad mit ebenfalls 420 kg.

## Sonstiges
- Tajmasow stellte während seiner Karriere 6 Weltrekorde auf und war in der Klasse bis 108 kg bis zu ihrer Abschaffung Weltrekordhalter in allen drei Disziplinen.
- Timur Tajmasow ist der Bruder von Artur Taymazov, zweifacher Olympiasieger im Freistilringen.[1][2]

## Bestleistungen
- Reißen: 200,0 kg in der Klasse bis 108 kg 1994 in Istanbul.
- Stoßen: 236,0 kg in der Klasse bis 108 kg 1996 in Atlanta.
- Zweikampf: 435,0 kg in der Klasse bis 108 kg 1994 in Istanbul.